# Großhesselohe Isartalbahnhof
Großhesselohe Isartalbahnhof ist ein 1891 eröffneter Bahnhof an der Isartalbahn München–Bichl. Seit 1972 dient er als Station der S-Bahn München. In dem ehemaligen Bahnhofsgebäude befindet sich eine lokale Brauerei mit Gaststätte. Das Gebäude ist als Baudenkmal in der Bayerischen Denkmalliste eingetragen.

## Lage
Der Bahnhof liegt in der Kreuzeckstraße 23–25 im Ortsteil Großhesselohe der Gemeinde Pullach im Isartal etwa 100 Meter östlich der Grenze zum Stadtteil Solln der Stadt München. Etwa 500 Meter nördlich des Bahnhofs verläuft die Bahnstrecke München–Lenggries im Bogen vom Bahnhof München-Solln zur Großhesseloher Brücke.

## Geschichte
Am 10. Juni 1891 nahm die Isartalbahn von Thalkirchen aus ihren Betrieb auf, zunächst bis Schäftlarn, noch im Juli weiter bis Wolfratshausen. Von Anfang an gab es in Großhesselohe einen Bahnhof, der zur Abgrenzung von dem bereits bestehenden Staatsbahnhof Großhesselohe den Namen Isartalbahnhof bekam.
Knapp nördlich des Großhesseloher Isartalbahnhofs musste die Isartalbahn die von Solln zur Großhesseloher Brücke führende Maximiliansbahn über eine 39 Meter lange Eisenträgerbrücke überqueren, die westlich des Staatsbahnhofs lag. Diese Staatsbahnbrücke genannte Eisenbahnbrücke besteht heute noch und steht ebenso wie der Isartalbahnhof unter Denkmalschutz.
1938 wurde eine zusätzliche Verbindungskurve zum Bahnhof Solln eröffnet, mit der der Isartalbahnhof Großhesselohe auch an die Maximiliansbahn angebunden wurde. Diese Verbindung diente jedoch zunächst nur dem Güterverkehr, erst ab 1950 fuhren dort auch Personenzüge. 1964 wurde der Streckenabschnitt der Isartalbahn zwischen Großhesselohe und Sendling stillgelegt.
1981 wurde der Bahnhof zu einem S-Bahnhof umgebaut, das alte Bahnhofsgebäude wurde dafür nicht mehr benötigt. Die Kurve zum Sollner Bahnhof wurde zweigleisig ausgebaut und niveaufrei mit der Bahnstrecke München–Lenggries verbunden.
Der heutige Bahnhof hat zwei Bahnsteiggleise und einen Mittelbahnsteig von 145 Metern Länge mit einer Höhe von 76 cm, der von beiden Seiten aus zugänglich ist.

## Bahnhofsgebäude
Das ehemalige Bahnhofsgebäude besteht aus zwei unterschiedlich großen und unterschiedlich hohen rechteckigen Eckpavillons und einem sie verbindenden Mittelteil. Die Eckpavillons sind zweigeschossige Ziegelbauten aus roten und gelben Ziegeln und tragen ein Zeltdach. Der erdgeschossige Verbindungstrakt war ursprünglich die Bahnsteighalle und ist nach außen (Osten) ebenfalls aus Ziegeln gemauert. Die ursprünglich offene Westseite, an der der Bahnsteig lag, ist heute mit einer Stahl-Glas-Konstruktion abgeschlossen.
Seit Anfang der 1970er Jahre nutzte die Deutsche Bundesbahn das Empfangsgebäude nicht mehr als solches. 1987 kaufte ein Münchner Notar und Architekt das Gebäude, woraufhin das Empfangsgebäude zu einer Braugaststätte umfunktioniert wurde. Im Mittelteil des Empfangsgebäudes entstanden die Brauanlagen der Weißbierbrauerei Isarbräu, welche mit einer Gaststätte 1988 eröffnet wurde. Der alte Bahnsteig dient als Terrasse der Gaststätte, vor dem Bahnhofsgebäude ist ein Biergarten eingerichtet. Seit 2021 ist die RailAdventure GmbH Eigentümerin des Bahnhofsgebäudes und hat dort ein ihren Firmensitz. Ein Baumhaus in Form eines Wagons der ehemaligen Isartalbahn dient als Besprechungsraum. Außerdem betreibt RailAdventure die hauseigene Brauerei unter dem Namen „Isartaler Bahnhofsbräu“.
Die unsymmetrische Anlage des Bahnhofsgebäudes mit verschieden hohen Eckpavillons war charakteristisch für die frühen Bahnhöfe im Isartal. Heute ist sie ansonsten nur noch an dem Bahnhof Ebenhausen-Schäftlarn zu erkennen. Der Bahnhof Pullach zeigt dagegen noch gut die ursprünglich offene Bahnsteighalle.

## Verkehr

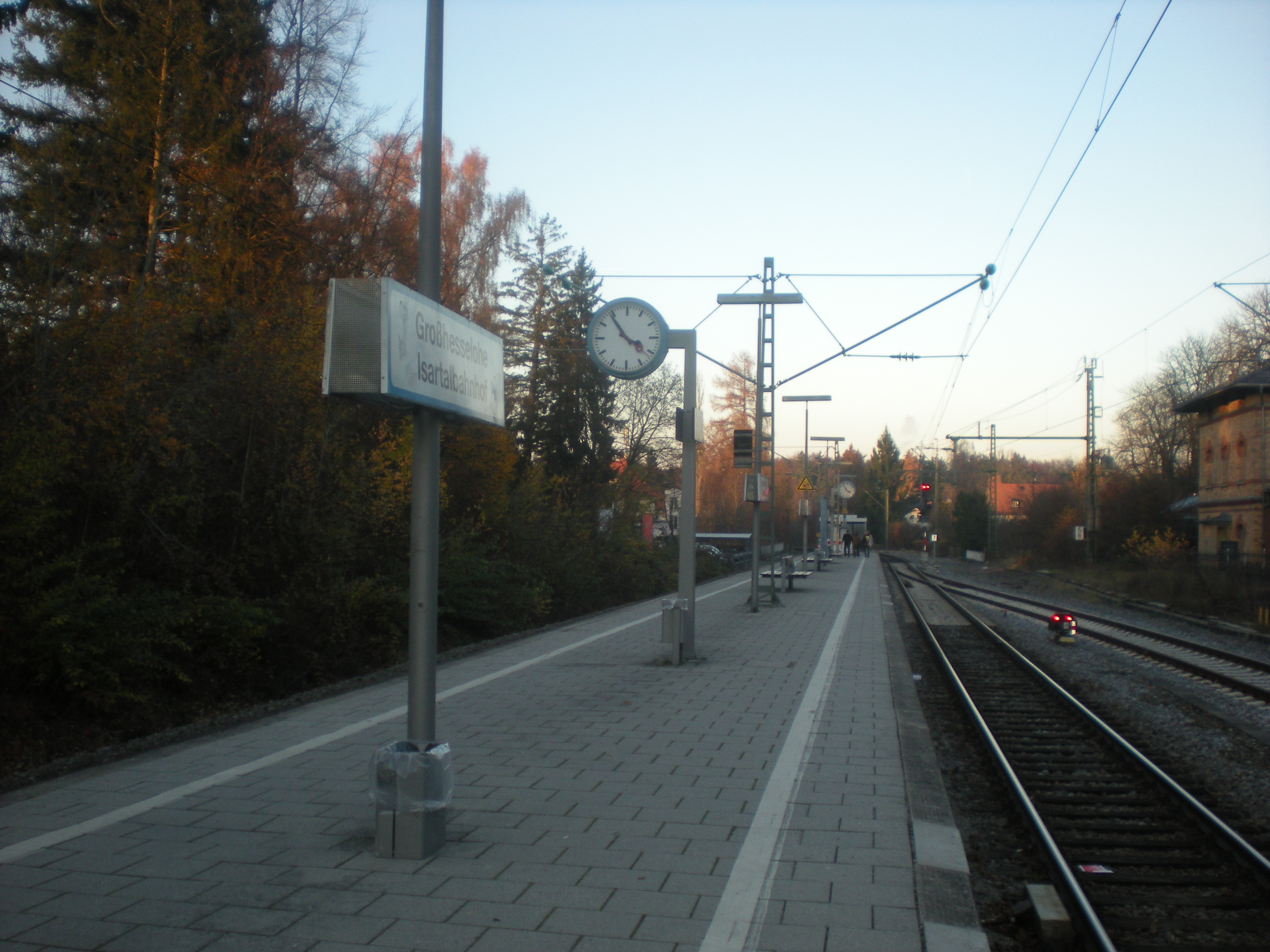
S-Bahnsteig

Der Bahnhof wird von der S-Bahn-Linie S7 Wolfratshausen – Hauptbahnhof bedient, die im 20-Minuten-Takt verkehrt.
| Linie | Strecke | Taktfrequenz                           |
| ----- | --- | -------------------------------------- |
| S7    | Wolfratshausen – Icking – Ebenhausen-Schäftlarn – Hohenschäftlarn – Baierbrunn – Buchenhain – Höllriegelskreuth – Pullach – Großhesselohe Isartalbahnhof – Solln – Siemenswerke – Mittersendling – Harras – Heimeranplatz – Donnersbergerbrücke – Hauptbahnhof   | 20-Minutentakt                         |
| S20   | Höllriegelskreuth – Pullach – Großhesselohe Isartalbahnhof – Solln – Siemenswerke – Mittersendling – Heimeranplatz – Pasing (– Leienfelsstraße – Aubing – Puchheim – Eichenau – Fürstenfeldbruck – Buchenau – Schöngeising – Grafrath – Türkenfeld – Geltendorf) | einzelne Züge in der Hauptverkehrszeit |